# Associazione Calcio Reggiana 1980-1981
Questa voce raccoglie le informazioni riguardanti l'Associazione Calcio Reggiana nelle competizioni ufficiali della stagione 1980-1981.

## La stagione
La società, col ceramista Franco Vacondio alla sua guida, affiancato dal collaboratore Sisto Fontanili, assume come allenatore l'ex campione bolognese Romano Fogli. Viene ceduto Lorenzo Mossini al Como, anche se resta per questa stagione in prestito ai granata, in cambio vengono girati alla Reggiana dal Como il portiere Sergio Eberini e la mezzala Gianfranco Matteoli.
Dalla Fiorentina arriva il giovane attaccante Giovanni Bruzzone e dal Bologna il trio William Pederzoli, Alfio Filosofi e Davide Tappi, mentre dal Cesena torna a Reggio l'attempato centravanti Flaviano Zandoli. La Reggiana non parte bene in campionato, perde punti fino a novembre, poi viene ceduto il terzino Claudio Testoni al Genoa e a Reggio arriva il terzino Giancarlo Corradini (sarà nel Napoli di Maradona) e con lui planano in granata il mediano Pietro Bencini dal Pisa e la mezzala Ezio Galasso dall'Avellino.
La Reggiana cambia marcia e dopo il successo esterno di Trieste del 25 gennaio del 1981 i granata puntano al vertice. Dopo gli exploit esterni consecutivi di Trento e di Cremona, finiti entrambi col punteggio (0-1) e con i gol di Zandoli, si dischiudono le porte della serie B dopo cinque stagioni, promozione ottenuta matematicamente col successo di La Spezia (0-2) alla penultima giornata. Con il miglior attacco del torneo (52 reti), tre attaccanti granata arrivano alla doppia cifra, con 15 reti Flaviano Zandoli di cui 4 in Coppa e 11 in campionato, Vittore Erba 13 reti, delle quali 3 in Coppa e 10 in campionato, Giovanni Bruzzone 12 reti, di cui una in Coppa e 11 in campionato. Sale in Serie B anche la Cremonese.
Nella Coppa Italia di Serie C la Reggiana disputa 12º girone di qualificazione, prima del campionato, superando il Modena ed il Forlì, poi elimina il Livorno nello spareggio con doppio confronto, ai calci di rigore, per ottenere la qualificazione ai sedicesimi. Nei sedicesimi viene invece eliminato, sempre nel doppio confronto dalla Lucchese.

## Divise
| Prima divisa | Seconda divisa |

## Rosa
| N. |                   | Ruolo | Calciatore          |
| -- | ----------------- | ----- | ------------------- |
|    | Italia (bandiera) | D     | Pietro Bencini      |
|    | Italia (bandiera) | A     | Giovanni Bruzzone   |
|    | Italia (bandiera) | C     | Franco Caracciolo   |
|    | Italia (bandiera) | D     | Roberto Catterina   |
|    | Italia (bandiera) | D     | Giancarlo Corradini |
|    | Italia (bandiera) | D     | Sergio Dariol       |
|    | Italia (bandiera) | P     | Sergio Eberini      |
|    | Italia (bandiera) | C     | Vittore Erba        |
|    | Italia (bandiera) | C     | Alfio Filosofi      |
|    | Italia (bandiera) | D     | Ezio Galasso        |

| N. |                   | Ruolo | Calciatore          |
| -- | ----------------- | ----- | ------------------- |
|    | Italia (bandiera) | P     | Leonardo Lovari     |
|    | Italia (bandiera) | C     | Gianfranco Matteoli |
|    | Italia (bandiera) | A     | Lorenzo Mossini     |
|    | Italia (bandiera) | C     | Antonio Pagani      |
|    | Italia (bandiera) | D     | William Pederzoli   |
|    | Italia (bandiera) | C     | Luciano Sola        |
|    | Italia (bandiera) | A     | Davide Tappi        |
|    | Italia (bandiera) | D     | Claudio Testoni     |
|    | Italia (bandiera) | A     | Flaviano Zandoli    |

## Risultati

### Campionato

#### Girone di andata
| Arbitro: | Meschini (Perugia) |

|                                            |           |                           |
| Zandoli 47’ Erba 59’ Tappi 79’ Mossini 87’ | Marcatori | 10’, 83’ (rig.) Rezzadore |

| Arbitro: | Rinaldi (Caserta) |

|             |           |  |
| Menconi 45’ | Marcatori |  |

| Arbitro: | Corigliano (Crotone) |

|           |           |  |
| Tappi 55’ | Marcatori |  |

| Arbitro: | Scevola (Milano) |

|             |           |  |
| Rabitti 70’ | Marcatori |  |

| Arbitro: | Mele (Bergamo) |

|          |           |                           |
| Erba 42’ | Marcatori | 52’ Trevisani 80’ Paolini |

| Arbitro: | Costa (Castelfranco Veneto) |

|             |           |                                         |
| Maruzzo 49’ | Marcatori | 32’ (aut.) Bonini 7’, 24’, 87’ Bruzzone |

| Reggio Emilia 9 novembre 1980 7ª giornata | Reggiana              | 0 – 0 | Mantova | Stadio Mirabello\| Arbitro: \| De Marchi (Pordenone) \| |
| Arbitro:                                  | De Marchi (Pordenone) |       |         |                                                         |

| Parma 16 novembre 1980 8ª giornata | Parma                | 0 – 0 | Reggiana | Stadio Ennio Tardini\| Arbitro: \| Polacco (Conegliano) \| |
| Arbitro:                           | Polacco (Conegliano) |       |          |                                                            |

| Arbitro: | Ramicone (Tivoli) |

|                      |           |  |
| Erba 45’ (rig.), 84’ | Marcatori |  |

| Arbitro: | Lorenzetti (Macerata) |

|                     |           |             |
| Skoglund 75’ (rig.) | Marcatori | 62’ Mossini |

| Arbitro: | Pellicanò (Reggio Calbria) |

|                 |           |  |
| Erba 37’ (rig.) | Marcatori |  |

| Arbitro: | Esposito (Torre del Greco) |

|             |           |             |
| Luchitta 9’ | Marcatori | 35’ Galasso |

| Arbitro: | Sala (Lecco) |

|                              |           |  |
| Zandoli 4’, 69’ Bruzzone 17’ | Marcatori |  |

| Arbitro: | Rufo (Roma) |

|                 |           |              |
| Erba 46’ (rig.) | Marcatori | 50’ Nicolini |

| Arbitro: | Pampana (Pisa) |

|                          |           |             |
| Basili 71’ Jacomuzzi 79’ | Marcatori | 54’ Zandoli |

| Arbitro: | Rinaldi (Caserta) |

|               |           |                       |
| Tappi 2’, 31’ | Marcatori | 13’ Fazio 38’ Barbuti |

| Arbitro: | Baldi (Roma) |

|  |           |             |
|  | Marcatori | 43’ Zandoli |

#### Girone di ritorno
| Empoli 1º febbraio 1981 18ª giornata | Empoli           | 0 – 0 | Reggiana | Stadio Comunale\| Arbitro: \| Galbiati (Monza) \| |
| Arbitro:                             | Galbiati (Monza) |       |          |                                                   |

| Arbitro: | Damiani (Ascoli Piceno) |

|                                          |           |  |
| Erba 50’ (rig.) Mossini 68’ Matteoli 78’ | Marcatori |  |

| Arbitro: | Pellicanò (Reggio Calabria) |

|                          |           |  |
| Nuti 40’ (rig.) Cozzella | Marcatori |  |

| Arbitro: | Pezzella (Frattamaggiore) |

|              |           |  |
| Bruzzone 32’ | Marcatori |  |

| Sanremo 1º marzo 1981 22ª giornata | Sanremese     | 0 – 0 | Reggiana | Stadio Comunale\| Arbitro: \| Testa (Prato) \| |
| Arbitro:                           | Testa (Prato) |       |          |                                                |

| Arbitro: | Giaffreda (Roma) |

|                            |           |             |
| Bonini 37’ (aut.) Erba 43’ | Marcatori | 58’ Maruzzo |

| Arbitro: | Lamorgese (Potenza) |

|            |           |                       |
| Facchi 18’ | Marcatori | 28’ Sola 44’ Bruzzone |

| Arbitro: | Esposito (Torre del Greco) |

|                       |           |          |
| Bruzzone 30’ Sola 33’ | Marcatori | 54’ Pini |

| Sant'Angelo Lodigiano 5 aprile 1981 26ª giornata | Sant'Angelo    | 0 – 0 | Reggiana | Stadio Carlo Chiesa\| Arbitro: \| Leni (Perugia) \| |
| Arbitro:                                         | Leni (Perugia) |       |          |                                                     |

| Arbitro: | Sguizzato (Verona) |

|                                                                  |           |  |
| Galasso 12’ Zandoli 17’, 69’ (rig.) Erba 20’ (rig.) Matteoli 35’ | Marcatori |  |

| Arbitro: | Pezzella (Frattamaggiore) |

|            |           |                 |
| Corallo 7’ | Marcatori | 71’ (rig.) Erba |

| Arbitro: | Baldi (Roma) |

|              |           |  |
| Bruzzone 46’ | Marcatori |  |

| Arbitro: | Corigliano (Crotone) |

|           |           |                          |
| Telch 38’ | Marcatori | 57’ Bruzzone 76’ Zandoli |

| Arbitro: | Esposito (Torre del Greco) |

|  |           |             |
|  | Marcatori | 25’ Zandoli |

| Arbitro: | Giaffreda (Roma) |

|                                                              |           |                                 |
| Matteoli 14’ Mossini 18’ Zandoli 30’, 32’ (rig.) Galasso 54’ | Marcatori | 36’, 47’ Jacomuzzi 76’ Lombardo |

| Arbitro: | Tuveri (Cagliari) |

|  |           |                          |
|  | Marcatori | 62’ Mossini 80’ Bruzzone |

| Arbitro: | Scevola (Milano) |

|                          |           |                            |
| Bruzzone 11’ Mossini 67’ | Marcatori | 31’, 52’ Coletta 78’ Amato |

### Coppa Italia

#### Girone 12
| 26 agosto 1980 1ª giornata |  | – Turno riposo Reggiana |  |  |

| Reggio Emilia 31 agosto 1980 2ª giornata | Reggiana        | 0 – 0 | Modena | Stadio Mirabello\| Arbitro: \| Ongaro (Rovigo) \| |
| Arbitro:                                 | Ongaro (Rovigo) |       |        |                                                   |

| Arbitro: | Polacco (Conegliano) |

|             |           |                                            |
| Coppola 87’ | Marcatori | 32’ (aut.) Cilona 76’ Zandoli 83’ Bruzzone |

| 8 settembre 1980 4ª giornata |  | – Turno riposo Reggiana |  |  |

| Arbitro: | Dall'Oca (Abbiategrasso) |

|                         |           |                                        |
| Sberveglieri 80’ (rig.) | Marcatori | 13’, 63’ Erba 65’ Zandoli 83’ Filosofi |

| Arbitro: | Valente (Monfalcone) |

|                             |           |             |
| Mossini 9’ Zandoli 32’, 47’ | Marcatori | 53’ Beccati |

#### Turni ad eliminazione
| Arbitro: | Giannoni (Jesi) |

|                            |           |                |
| Grossi 24’ Scarpa 35’, 83’ | Marcatori | 42’, 52’ Tappi |

| Arbitro: | Esposito (Torre del Greco) |

|                   |                      |            |
| Matteoli 42’, 90’ | Marcatori            | 59’ Grossi |
|                   | Tiri di rigore 5 – 1 |            |

| Arbitro: | Bin (Torino) |

|                     |           |                        |
| D'Arrigo 62’ (aut.) | Marcatori | 72’ (rig.) Di Prospero |

| Arbitro: | Dall'Oca (Abbiategrasso) |

|                                     |           |                        |
| Villa 50’ D'Arrigo 63’ Coppola 101’ | Marcatori | 19’ Erba 68’ Paraluppi |